# Alexandre d'Alexandrie
Pour les articles homonymes, voir Saint Alexandre.
Alexandre d'Alexandrie ou saint Alexandre, patriarche d'Alexandrie, est né vers 250. Il succède à Achille en 313. Il est mort le 17 avril 326 (ou 328). Il est fêté le 29 mai en Orient et le 26 février en Occident.

## Histoire et tradition
Patriarche d'Alexandrie au moment de l'édit de Milan et de la fin des persécutions, Alexandre réorganise l'Église d'Égypte. Pendant son patriarcat, il traite un certain nombre de problèmes auxquels l'Église est confrontée : la datation de Pâques, les actions de Melitios de Lycopolis et la question la plus importante, l'arianisme. Il réunit un concile de près de 100 évêques d'Égypte et de Libye qui anathématise les thèses d'Arius. Il est le principal opposant à l'arianisme au premier concile de Nicée. Il est également connu pour être le mentor de l'homme qui sera son successeur, Athanase d'Alexandrie, qui deviendra l'un des principaux pères de l'Église.
À Alexandrie, il fait édifier la grande église Saint-Théonas.
On conserve de lui des lettres et une homélie (CPG 2000-2021).

## Source
- (en) Cet article est partiellement ou en totalité issu de l’article de Wikipédia en anglais intitulé « Pope Alexander I of Alexandria » (voir la liste des auteurs).